# Pisánský koncil
Pisánský koncil byl později neuznaný ekumenický koncil římskokatolické církve, který byl svolán na 25. března 1409, jeho hlavním cílem bylo vyřešení papežského schizmatu. Koncil byl zahájen 25. března 1409 v městě Pisa ležícím na řece Arno.
Koncil nesvolal papež, ale kardinálové z obediencí obou papežů (avignonského Benedikta XIII. a římského Řehoře XII.) Na koncilu se sešlo 615 delegátů. Dorazilo 118 kardinálů, patriarchů, arcibiskupů a biskupů, dalších 115 plnomocných zástupců (prokurátorů), kteří zastupovali vyšší církevní hodnostáře. Osobně bylo přítomno 85 opatů, 195 představených kláštera vyslalo pouze prokurátory. Mezi účastníky lze nalézt rovněž 70 zástupců katedrálních kapitul, 11 reprezentantů univerzit a vyslance 9 měst a 29 knížat.
Koncil narážel při řešení situace dvojpapežství na problém, který spočíval v obecně přijímané teorii[zdroj?], že nikdo na zemi nemá pravomoc soudit papeže (prima Sedes a nemine iudicetur) s jedinou výjimkou pokud se papež stal heretikem. Z toho důvodu bylo schizmatické jednání obou papežů prohlášeno za heretické a byl zvolen nový papež Alexandr V., což vzhledem k tomu, že ostatní papežové odmítli závěry koncilu, vedlo fakticky k trojpapežství. V roce 1410 Alexandra V. nahradil Jan XXIII.

## Důsledky
Ačkoliv po vyřešení trojpapežství na kostnickém koncilu jsou za pravé papeže označováni ti z řady římských papežů a ne pisánští, přece jenom jejich označování za vzdoropapeže není zcela samozřejmé. Například další papež se jménem Alexandr je číslovaný VI., tedy v číslování zůstává i pisánský Alexandr. Druhý a málo oblíbený Jan XXIII.(Baldassare Cossa) byl z papežské ročenky Annuario Pontificio vyškrtnut až v roce 1947. Jméno Jan XXIII. si znovu vybral po zvolení na konkláve 28. října 1958 nástupce Pia XII. Angelo Giuseppe Roncalli. Rozhodnutí papeže Jana XXIII. nepřijmout jméno Jan XXIV. je chápáno jako potvrzení toho, že Baldassare Cossa nebyl právoplatným papežem.